# Dĩ An (thành phố)
Dĩ An là một thành phố cũ nằm ở phía đông nam tỉnh Bình Dương cũ, Việt Nam.

## Địa lý
Thành phố Dĩ An nằm ở phía đông nam tỉnh Bình Dương, có vị trí địa lý:
- Phía đông giáp thành phố Biên Hòa, tỉnh Đồng Nai
- Phía nam giáp thành phố Thủ Đức, Thành phố Hồ Chí Minh
- Phía tây giáp thành phố Thuận An
- Phía bắc giáp thành phố Tân Uyên.

Thành phố Dĩ An có diện tích 60,05 km², dân số năm 2021 là 463.023 người, mật độ dân số đạt 7.711 người/km².
Hiện nay, Dĩ An là trung tâm công nghiệp, kinh tế và là đơn vị hành chính cấp huyện có dân số đông thứ 2 ở tỉnh Bình Dương, sau thành phố Thuận An. Dĩ An là thành phố trực thuộc tỉnh có quy mô dân số đứng thứ 3 cả nước. Dĩ An là cửa ngõ quan trọng để đi các tỉnh miền Trung, Tây Nguyên và các tỉnh phía Bắc.

## Lịch sử
Năm 1698, Dĩ An thuộc tổng Bình An, huyện Phước Long, dinh Trấn Biên.
Năm 1808, dinh Trấn Biên đổi thành trấn Biên Hoà, huyện Phước Long nâng lên thành phủ Phước Long, tổng Bình An nâng thành huyện Bình An.
Năm 1832, khi Ngũ trấn được đổi thành Nam Kỳ lục tỉnh, trấn Biên Hòa thành tỉnh Biên Hoà có 4 huyện, Dĩ An thuộc địa phận huyện Bình An.
Năm 1880, Thực dân Pháp sắp xếp lại cơ cấu hành chính củng cố chính trị, Dĩ An trở thành một phần thuộc tỉnh Biên Hoà, một phần thuộc quận Thủ Đức, tỉnh Gia Định.
Năm 1957, chính quyền Việt Nam Cộng hoà thành lập quận Dĩ An thuộc tỉnh Biên Hòa, gồm 3 tổng: An Thủy, Chánh Mỹ Thượng, Long Vĩnh Hạ. Trong đó tổng Chánh Mỹ Thượng trước đây thuộc quận Châu Thành, tỉnh Biên Hòa, còn 2 tổng An Thủy và Long Vĩnh Hạ trước đây thuộc quận Thủ Đức, tỉnh Gia Định.
Năm 1962, tổng Long Vĩnh Hạ với bốn xã: Long Thạnh Mỹ, Long Trường, Long Phước Thôn và Long Bình trả lại cho quận Thủ Đức.
Từ năm 1962, chính quyền Việt Nam Cộng hòa bỏ dần, đến năm 1965 bỏ hẳn cấp hành chính tổng, các xã trực tiếp thuộc quận. Quận Dĩ An gồm 8 xã: Bình Trị, Tân Hiệp, Tân Hạnh, Hóa An, Bình An, Đông Hòa, Tân Đông Hiệp, An Bình; quận lỵ đặt tại xã An Bình.
Về phía chính quyền Cách mạng, tháng 9 năm 1960, khu uỷ Sài Gòn - Gia Định chia huyện Thủ Đức thành hai huyện là Dĩ An và Thủ Đức đến năm 1961 trở lại như cũ.
Năm 1962, chia tiếp một lần nữa thành hai huyện là Nam Thủ Đức và Bắc Thủ Đức.
Tháng 7 năm 1967, Dĩ An thành quận của phân khu 5.
Tháng 8 năm 1971, huyện Dĩ An được nhập với huyện Bắc Thủ Đức thành quận An Đức.
Tháng 10 năm 1972, huyện Dĩ An giao về tỉnh Biên Hoà mãi đến đầu năm 1974 Dĩ An giao về tỉnh Thủ Dầu Một.

### Từ năm 1976 đến nay
Ngày 2 tháng 7 năm 1976, Quốc hội nước Cộng hòa xã hội chủ nghĩa Việt Nam ra quyết định sáp nhập các tỉnh Thủ Dầu Một, Bình Phước và 3 xã An Bình, Bình An, Đông Hòa thuộc huyện Thủ Đức thành tỉnh Sông Bé.
Tháng 3 năm 1977, 2 huyện Lái Thiêu và Dĩ An của tỉnh Sông Bé nhập lại thành huyện Thuận An.
Ngày 23 tháng 7 năm 1999, Chính phủ ban hành Nghị định số 58/1999/NĐ-CP. Theo đó:
- Tái lập huyện Dĩ An trên cơ sở tách thị trấn Dĩ An và 4 xã: Bình An, Đông Hòa, Tân Bình, Tân Đông Hiệp thuộc huyện Thuận An.
- Thành lập xã An Bình thuộc huyện Dĩ An trên cơ sở 319 ha diện tích tự nhiên và 5.350 nhân khẩu của thị trấn Dĩ An.

Từ đó, huyện Dĩ An có 6 đơn vị hành chính cấp xã trực thuộc, gồm 1 thị trấn và 5 xã.
Ngày 10 tháng 12 năm 2003, thành lập xã Bình Thắng trên cơ sở 601 ha tự nhiên và 6.184 nhân khẩu của xã Bình An.
Ngày 23 tháng 9 năm 2010, Bộ Xây dựng ban hành Quyết định số 859/QĐ-BXD về việc công nhận thị trấn Dĩ An mở rộng là đô thị loại IV.
Đến cuối năm 2010, huyện Dĩ An có 7 đơn vị hành chính cấp xã trực thuộc, gồm thị trấn Dĩ An (huyện lỵ) và 6 xã: An Bình, Bình An, Bình Thắng, Đông Hòa, Tân Bình, Tân Đông Hiệp.
Ngày 13 tháng 1 năm 2011, Chính phủ ban hành Nghị quyết số 04/NQ-CP. Theo đó, thành lập thị xã Dĩ An trên cơ sở toàn bộ diện tích và dân số của huyện Dĩ An. Đồng thời, thành lập 7 phường: An Bình, Bình An, Bình Thắng, Dĩ An, Đông Hòa, Tân Bình, Tân Đông Hiệp thuộc thị xã Dĩ An trên cơ sở các xã, thị trấn có tên tương ứng.
Sau khi thành lập, thị xã Dĩ An có 7 phường trực thuộc.
Ngày 7 tháng 3 năm 2017, Bộ Xây dựng ban hành Quyết định số 113/QĐ-BXD công nhận thị xã Dĩ An là đô thị loại III thuộc tỉnh Bình Dương.
Ngày 10 tháng 1 năm 2020, Ủy ban Thường vụ Quốc hội ban hành Nghị quyết số 857/NQ-UBTVQH14 (nghị quyết có hiệu lực từ ngày 1 tháng 2 năm 2020). Theo đó, thành lập thành phố Dĩ An thuộc tỉnh Bình Dương trên cơ sở toàn bộ diện tích và dân số của thị xã Dĩ An.
Ngày 27 tháng 3 năm 2023, Thủ tướng Chính phủ ban hành Quyết định số 296/QĐ-TTg công nhận thành phố Dĩ An là đô thị loại II trực thuộc tỉnh Bình Dương.

## Hành chính
Thành phố Dĩ An có 7 đơn vị hành chính cấp xã trực thuộc, bao gồm 7 phường: An Bình, Bình An, Bình Thắng, Dĩ An, Đông Hòa, Tân Bình, Tân Đông Hiệp.
| Diện tích (km²)                                                      | 3,43   | 5,98   | 5,46   | 10,40   | 10,46  | 10,37  | 13,96   |
| Dân số năm 2021 (người)                                              | 79.035 | 33.727 | 17.122 | 115.150 | 97.866 | 60.901 | 101.320 |
| Mật độ dân số(người/km²)                                             | 23.043 | 5.640  | 3.136  | 11.073  | 9.438  | 5.873  | 7.258   |
| Nguồn: Dân số cấp xã thuộc thành phố Dĩ An, tỉnh Bình Dương năm 2021 |        |        |        |         |        |        |         |

Hiện nay, Dĩ An là 1 trong 8 thành phố thuộc tỉnh, thành phố trực thuộc trung ương chỉ có phường, không có xã trực thuộc (cùng với Bắc Ninh, Từ Sơn, Đông Hà, Thủ Dầu Một, Thủ Đức, Vĩnh Long, Sóc Trăng).

## Kinh tế - xã hội

### Kinh tế
Trước năm 1999, Dĩ An là vùng nông nghiệp, vùng gò và ruộng, người dân chủ yếu sinh sống bằng nghề trồng lúa và hoa màu. Khi đó, sản xuất nông nghiệp của huyện năng suất thấp; sản xuất công nghiệp - tiểu thủ công nghiệp chủ yếu quy mô nhỏ, trình độ công nghệ lạc hậu, giá trị tổng sản lượng không lớn; hệ thống chợ, trung tâm thương mại chưa được hình thành; giao thông đi lại còn khó khăn. Đến nay, Dĩ An đã phát triển mạnh mẽ, vươn lên thành đô thị lớn của vùng Kinh tế trọng điểm phía Nam, một trong 4 thành phố lớn trực thuộc tỉnh Bình Dương.

#### Công nghiệp
Là địa phương tiên phong phát triển công nghiệp của tỉnh Bình Dương, đến nay Thành phố Dĩ An có 6 khu và 1 cụm công nghiệp tập trung với diện tích 828,64 ha, trong đó có những KCN đầu tiên của Bình Dương như KCN Sóng Thần, KCN Bình Đường,...; có 217 dự án đầu tư nước ngoài với tổng vốn đăng ký 1,6 tỷ USD và 220 dự án đầu tư trong nước với tổng số vốn đăng ký 8.800 tỷ đồng. Trên địa bàn thành phố hiện có 3.200 doanh nghiệp hoạt động, góp phần quan trọng phát triển kinh tế - xã hội, giải quyết việc làm ổn định cho trên 179.000 lao động trong và ngoài địa phương. Trong nhiệm kỳ 2015 - 2020 giá trị sản xuất công nghiệp của thành phố Dĩ An tăng bình quân 10,48%/năm.

#### Thương mại - Dịch vụ
Bên cạnh sự phát triển vượt bậc về công nghiệp, ngành thương mại - dịch vụ của thành phố cũng đạt kết quả tốt đẹp. Nổi bật là trên địa bàn đã hình thành nhiều tuyến phố ẩm thực, phố ngân hàng. Bên cạnh đó, toàn thành phố có 2 siêu thị, 42 siêu thị mini, 11 chợ truyền thống, 50 chi nhánh và phòng giao dịch ngân hàng, 2 quỹ tín dụng đang hoạt động góp phần thúc đẩy phát triển thương mại dịch vụ, cung cấp nguồn vốn vay và gửi tiết kiệm đáp ứng nhu cầu vốn, mua sắm, tiêu dùng của nhân dân. Nhờ đó đã góp phần đưa tổng mức bán lẻ hàng hóa và doanh thu dịch vụ của Thành phố trong 20 năm qua thực hiện đạt 368.215 tỷ đồng, tăng bình quân 31,2%/năm.
Trong nhiệm kỳ 2015 - 2020, giá trị thương mại dịch vụ của thành phố Dĩ An tăng bình quân 40,12%. Theo đó, cơ cấu kinh tế của Dĩ An chuyển địch theo hướng tăng nhanh tỷ trọng ngành thương mại - dịch vụ so với ngành công nghiệp và nông nghiệp. Dĩ An có các trung tâm logistics quy mô lớn với mức độ chuyên môn hóa cao, cung cấp dịch vụ trọn gói, đa dạng như: ICD Sóng Thần, Cảng Bình Dương, TBS Tân Vạn... và 40 doanh nghiệp logistics vừa và nhỏ đã đóng góp nguồn thu cho ngân sách rất lớn.

#### Nông nghiệp
Tỷ trọng nông nghiệp trong cơ cấu kinh tế của Thành phố Dĩ An được đánh giá là rất nhỏ (do chuyển dịch cơ cấu) chỉ với khoảng 100 hộ dân chủ yếu là trồng hoa lan, cây kiểng và nuôi chim, gà kiểng, chiếm tỉ trọng 0,01% trong cơ cấu kinh tế. Trong nhiệm kỳ 2015 - 2020, giá trị sản xuất nông nghiệp đạt 23,43 tỉ đồng/năm.

#### Thành tựu kinh tế
Tính đến năm 2020, cơ cấu kinh tế của Dĩ An có tỷ trọng là: Thương mại - dịch vụ 55,12% - Công nghiệp 44,87% - Nông nghiệp 0,01%.
Cụ thể, trong năm 2019, giá trị sản xuất công nghiệp - thương mại, dịch vụ - nông nghiệp của Thành phố Dĩ An thực hiện lần lượt 98.358 tỷ đồng - 94.953 tỷ đồng - 23,049 tỷ đồng, bằng 100,24% - 100,18% - 100,2% kế hoạch năm, tăng 10,27% - 40,25% - 0,015% so với cùng kỳ năm 2018. Đặc biệt trong đó, tổng mức bán lẻ hàng hóa dịch vụ ước đạt tới 94.953 tỷ đồng, tăng mạnh đến 40,25% so với năm 2018. Thu nhập bình quân đầu người đạt 130 triệu đồng/người/năm, gấp 2,1 lần trung bình cả nước. Tốc độ tăng trưởng kinh tế cao, luôn giữ mức hai con số, bình quân đạt từ 16-17%/năm.
Nghị quyết đại hội Đảng bộ Thành phố Dĩ An nhiệm kỳ 2020 - 2025 yêu cầu xây dựng thành phố phát triển bền vững theo hướng văn minh, hiện đại với cơ cấu kinh tế: thương mại - dịch vụ, công nghiệp và nông nghiệp. Điểm mới của nghị quyết này so với nhiệm kỳ trước là việc định hướng phát triển kinh tế xã hội. So với nhiệm kỳ trước, Thành phố Dĩ An có cơ cấu kinh tế là công nghiệp, thương mại - dịch vụ và nông nghiệp thì đến nhiệm kỳ này, cơ cấu nền kinh tế đã được chuyển dịch theo hướng phát triển mạnh ngành thương mại - dịch vụ.
Nhìn chung, mặc dù là địa phương có thế mạnh về công nghiệp song cơ cấu kinh tế của Thành phố Dĩ An đang có xu hướng chuyển dịch theo hướng tăng nhanh tỷ trọng ngành thương mại - dịch vụ so với ngành công nghiệp và nông nghiệp.

#### Vận tải
Song song với sự phát triển thương mại - dịch vụ, công nghiệp, hoạt động vận tải cũng được tăng cường tổ chức để đáp ứng nhu cầu đi lại, vận chuyển hàng hóa của người dân, doanh nghiệp. Năm 2019, hoạt động vận tải hành khách và vận tải hàng hóa của thành phố lần lượt đạt 13,87 triệu lượt - 22,72 triệu tấn, bằng 112,87% - 113,21% so với cùng kỳ. Doanh thu ước đạt 86,68 - 734,31 tỷ đồng, bằng 112,65% - 111,99% so với cùng kỳ năm 2018.

### Thu - chi ngân sách
Năm 1999, thu ngân sách Dĩ An chỉ đạt 45,8 tỷ đồng.
Hiện nay, với số lượng các khu, cụm công nghiệp cao, hạ tầng giao thông được đầu tư đồng bộ cùng với chính sách cởi mở, thông thoáng của tỉnh, Dĩ An thu hút nhiều doanh nghiệp, công ty, tổng công ty đầu tư, góp phần tăng thu ngân sách của thành phố.
Năm 2019, tổng thu mới ngân sách Dĩ An lên tới 3.293,289 tỷ đồng, đạt 90,33%, (đứng thứ 3 tỉnh Bình Dương, sau Thành phố Thuận An và Thành phố Thủ Dầu Một), tăng 81 lần so với năm 1999; tổng chi ngân sách là 1.413,265 tỷ đồng, đạt 109,32% so với cùng kỳ năm 2018.
Tổng thu ngân sách thực hiện 20 năm qua là 30.632 tỷ đồng - bình quân mỗi năm thu 1.352 tỷ đồng, tổng chi ngân sách địa phương thực hiện 20 năm qua là 10.890 tỷ đồng - bình quân chi 544 tỷ đồng/năm (tính tới năm 2018).

### Văn hóa - xã hội
Phong trào văn hóa, văn nghệ, thể dục - thể thao của thành phố phát triển cả về số lượng và chất lượng, các chính sách an sinh xã hội được đảm bảo, công tác chăm lo đời sống đối tượng chính sách, đối tượng yếu thế thực hiện chu đáo và kịp thời, đặc biệt chăm lo cho các gia đình người có công với cách mạng, nâng cao đời sống vật chất và tinh thần cho người dân.
Chương trình ổn định luôn hoàn thành chỉ tiêu kế hoạch đã kéo giảm số hộ nghèo và cận nghèo theo tiêu chuẩn của tỉnh, hiện còn: 357 hộ nghèo, chiếm tỷ lệ 0,88% và 234 hộ cận nghèo, chiếm tỷ lệ 0,57%.

## Giáo dục
Hiện nay trên địa bàn thành phố có hơn 42 trường công lập trong đó có 33/42 trường (78,6%) đạt chuẩn quốc gia; 100% phường đạt chuẩn phổ cập mầm non trẻ 5 tuổi và phổ cập Trung học phổ thông. Công tác xã hội hóa giáo dục được quan tâm và phát triển mạnh (hiện đã xã hội hóa được: 4 trường Tiểu học, 3 trường Trung học cơ sở, 4 trường Trung học phổ thông, 167 cơ sở Mầm non).
Trong Kỳ thi tốt nghiệp THPT quốc gia năm 2020, tỉnh Bình Dương có kết quả đứng thứ 2 toàn quốc (sau Nam Định). Trong đó có sự góp phần không nhỏ của học sinh các trường THPT nằm trên địa bàn thành phố.
Hiện nay, Sở GD&ĐT tỉnh Bình Dương thực hiện chính sách phổ cập giáo dục nghề nghiệp phổ thông, giảng dạy nghề không học phí cho học sinh phổ thông công lập (lớp 8 và lớp 11) trên địa bàn toàn tỉnh qua các cơ sở giáo dục nghề, trong đó có Trung tâm Giáo dục nghề nghiệp - Giáo dục thường xuyên Dĩ An với học sinh của 4 trường THPT công lập nằm trên địa bàn thành phố đang theo học. Công tác bồi dưỡng giáo viên và học sinh giỏi cũng được quan tâm.

## Văn hóa

### Di tích và danh thắng
- Chùa Châu Thới
- Suối Lồ Ô
- Khu du lịch Thủy Châu
- Hồ Bình An
- Đình thần Dĩ An
- Di Tích lịch sử Hố Lang
- Mã 35

### Lễ hội
- Lễ hội Kỳ Yên
- Lễ hội Nghinh Sắc Ông

### Làng nghề truyền thống
- Làng nhang Dĩ An
- Lưu trữ ngày 18 tháng 2 năm 2020 tại Wayback Machine

## Phát triển đô thị

### Hạ tầng đô thị
Nhằm phục vụ nhu cầu về vui chơi - giải trí, sinh hoạt cộng đồng của người dân, cũng như hướng tới đô thị loại II, Thành phố Dĩ An đã và đang xây dựng và đưa vào hoạt động nhiều công trình công cộng mới: Quảng trường trung tâm Thành phố Dĩ An, Công viên Trung tâm hành chính Thành phố Dĩ An, Công viên Dĩ An, Công viên Rạp hát Dĩ An, Công viên Liêu Viễn Kiều, Công viên Tân Đông Hiệp, Công viên văn hóa Nhị Đồng, Sân vận động Thành phố Dĩ An, Sân vận động phường Dĩ An, Nhà văn hóa Thành phố Dĩ An, Thư viện Thành phố Dĩ An, Nhà Thiếu nhi Thành phố Dĩ An... cùng với nhiều công trình tiểu cảnh xanh, nhà vệ sinh công cộng trên địa bàn.
Công viên nước Dĩ An, biểu tượng một thời của thị xã Dĩ An (cũ) đã được dở bỏ và thay thế bằng Quảng trường trung tâm Thành phố Dĩ An vào năm 2020, cũng là công trình chào mừng Nghị quyết thành lập Thành phố Dĩ An của Ủy ban Thường vụ Quốc hội.
Thành phố cũng đã xây dựng và đưa vào khai thác Nhà máy xử lý nước thải sinh hoạt Dĩ An với hệ thống đường ống thu gom hoàn chỉnh, đây sẽ là hệ thống xử lý nước thải sinh hoạt trực tiếp của người dân Thành phố, tiến đến trong tương lai, các hộ gia đình trên địa bàn sẽ không xây dựng hố ga. Đến hết tháng 8 năm 2020, trên địa bàn thành phố có 2.657 hộ gia đình tham gia đấu nối vào hệ thống thu gom và xử lý nước thải. Trung bình mỗi tháng có từ 80 đến 100 hộ đăng ký. Để phát huy công năng, lợi ích từ công trình này, Chi nhánh xử lý nước thải Dĩ An đang phối hợp cùng các phường tăng cường tuyên truyền vận động người dân tham gia đấu nối vào hệ thống, cũng như thực hiện thủ tục, hồ sơ đăng ký nhanh chóng, hỗ trợ thi công cho người dân và bảo trì tốt hệ thống sau khi đấu nối. Tuy nhiên, hiện nay nhiều gia đình còn lo ngại việc thi công sẽ ảnh hưởng đến chất lượng công trình nhà ở. Mặt khác, tại một số khu vực, người dân tự ý mở nắp hố ga để nước mưa thoát vào hệ thống dẫn đến tắc nghẽn đường ống, ảnh hưởng đến chất lượng xử lý nước thải. Do đó, rất cần có sự phối hợp đồng bộ giữa Chi nhánh xử lý nước thải Dĩ An với các ngành, địa phương trong công tác tuyên truyền, hướng dẫn người dân tham gia đấu nối. Trung tâm Hành chính công Thành phố Dĩ An tọa lạc tại vị trí đắc địa, phường Dĩ An, Thành phố Dĩ An, tỉnh Bình Dương, là Trung tâm hành chính - công vụ tập trung của chính quyền Thành phố. Gồm các cơ quan ban ngành, công trình phúc lợi của Thành phố như: Văn phòng Thành uỷ, Hội đồng nhân dân, Ủy ban nhân dân Thành phố, Viện Kiểm sát nhân dân, Toà án nhân dân, Công an Thành phố, Ngân hàng, Kho bạc Nhà nước, Trung tâm Văn hoá - Thể thao... 

### Phát triển đô thị
Trong năm 2015 - 2020, Thành phố Dĩ An có 50 dự án nhà ở, chung cư cao tầng được UBND tỉnh Bình Dương chấp thuận chủ trương đầu tư, nâng tổng số dự án nhà ở, chung cư cao tầng toàn của thành phố lên 119.
Kết cấu hạ tầng kỹ thuật và xã hội của thành phố ngày càng được hoàn thiện, các khu dân cư mới được hình thành (có trên 112 khu dân cư), 46/55 tuyến đường được đầu tư đồng bộ, nhiều công trình trọng điểm của thành phố và các phường được đưa vào sử dụng đã phục vụ tốt hơn cho đời sống nhân dân trên địa bàn và thu hút đầu tư phát triển.
Tỷ lệ dân số sử dụng nước sạch hợp vệ sinh 100%; Tỷ lệ chất thải rắn được thu gom và xử lý đạt 96%;  Tỷ lệ chất thải rắn y tế thu gom và xử lý đạt 100%; Tỷ lệ cơ sở gây ô nhiễm môi trường nghiêm trọng được xử lý đạt 100%. Tỷ lệ cây xanh - mặt nước bình quân trên đầu người là 7,9m²/người. Tỷ lệ hộ dân sử dụng điện lưới quốc gia là 100%.
Dĩ An cũng đang thực hiện chương trình thí điểm phân loại rác tại nguồn bắt buộc đối với một số trường công lập, Khu dân cư đô thị Trung tâm hành chính Thành phố Dĩ An và tuyến đường Nguyễn An Ninh thuộc khu phố Nhị Đồng 2 (phường Dĩ An), gồm 48 cơ quan hành chính, đơn vị; 106 nhà hàng, khách sạn, quán ăn, karaoke và khoảng 1.400 hộ dân nhằm nâng cao ý thức người dân, học sinh, tiến tới áp dụng trên toàn địa bàn Thành phố.
Thành phố có nhiều khu đô thị, thương mại - dịch vụ mới, tiêu biểu là Trung tâm thương mại Vincom Plaza Dĩ An đầu tiên của tỉnh Bình Dương vừa được khánh thành vào năm 2019.
Khu dân cư đô thị Trung tâm hành chính Thành phố Dĩ An, tọa lạc tại Trung tâm hành chính Thành phố Dĩ An, cùng với khu vực Big C, được xem là vùng đắc địa bậc nhất của Thành phố, ngang ngửa vùng trung tâm các quận ngoại thành TP. Hồ Chí Minh.

## Giao thông

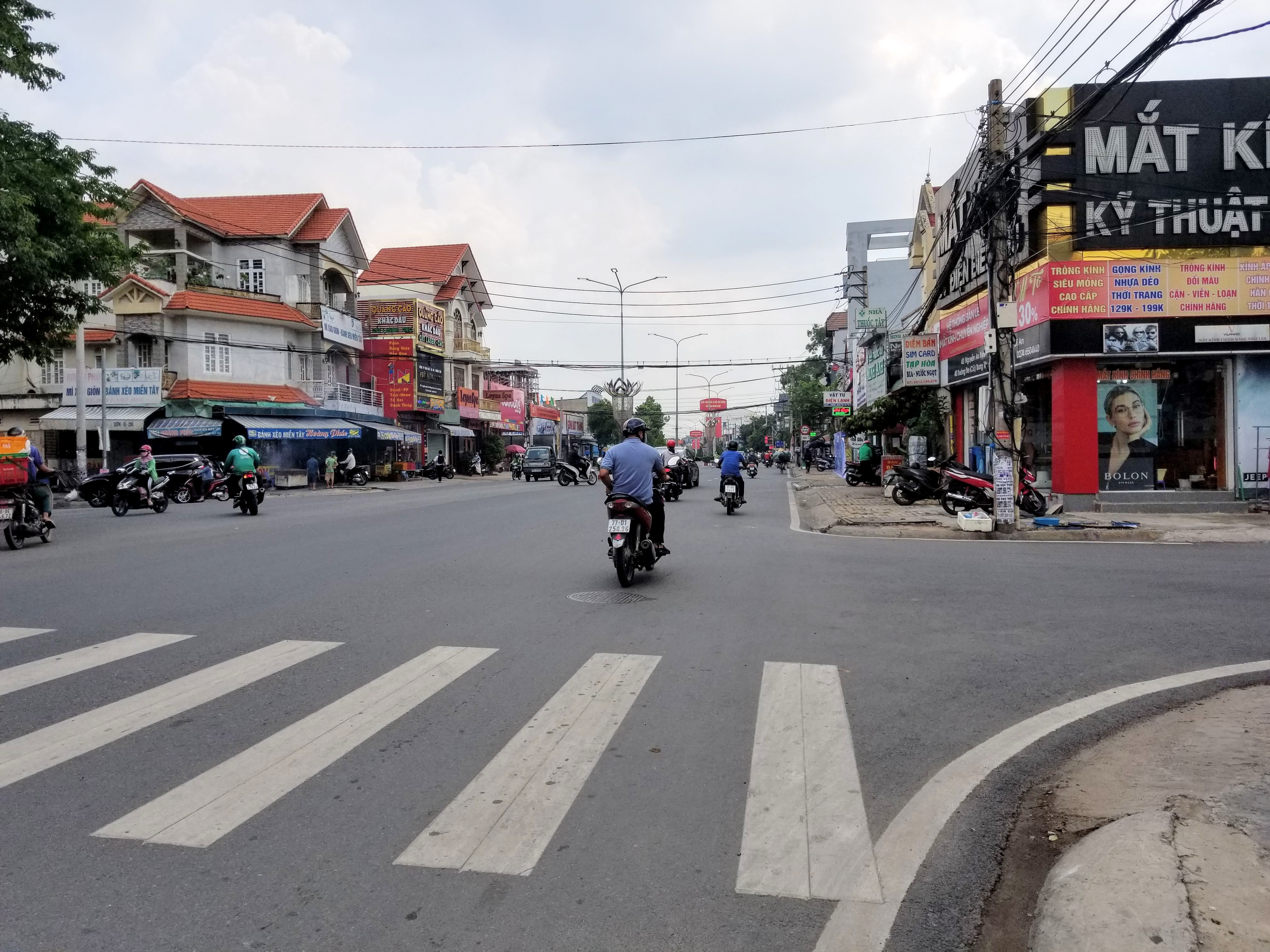
Đường phố Dĩ An

Các tuyến đường quan trọng đi qua Dĩ An là: Quốc lộ 1, Quốc lộ 52, Quốc lộ 13, Quốc lộ 1K và tuyến đường sắt Bắc - Nam, các ga xe lửa quan trọng là ga Dĩ An và ga Sóng Thần. Đường Mỹ Phước – Tân Vạn cũng là con đường huyết mạch của Dĩ An đi về trung tâm tỉnh Bình Dương, qua Thành phố Thuận An, Thành phố Thủ Dầu Một và Quốc lộ 1. Đoạn đường này cũng đi trùng với một đoạn đường vành đai 3 vùng đô thị TP.HCM.
Là địa phương có nhiều khu công nghiệp, hiện nay, các tuyến đường huyết mạch của Thành phố đã và đang xuống cấp nghiêm trọng do tần suất lưu thông cao của các xe container: Quốc lộ 1K, ĐT 743,... Cùng với đó là thực trạng kẹt xe, tai nạn giao thông tại các nút giao trọng điểm. Thành phố đã và đang xây dựng, mở rộng tuyến ĐT 743 đoạn từ ngã tư miếu Ông Cù đến cầu vượt Sóng Thần và 2 cây cầu vượt tại nút giao ngã tư 550 và nút giao ngã 6 An Phú.
Trong nhiệm kỳ 2015 - 2020, nhiều tuyến đường trên địa bàn thành phố được đầu tư xây dựng mới hoặc nâng cấp mở rộng đã làm thay đổi rõ nét đô thị của Dĩ An, như đường: Lê Hồng Phong, Nguyễn Hữu Cảnh, Nguyễn Trãi, Bùi Thị Xuân, Nguyễn Thị Khắp,...